# Henry Poe
William Henry Leonard Poe (* 30. Januar 1807 in Boston; † 1. August 1831 in Baltimore) war ein amerikanischer Seemann und Dichter. Er war der ältere Bruder des Schriftstellers Edgar Allan Poe und deren gemeinsamer Schwester Rosalie Mackenzie Poe.

## Leben und Werk
Henry Poe war das erste Kind des Schauspielers David Poe, Jr., zweiter Ehemann der verwitweten Schauspielerin Eliza Poe. Sein Bruder Edgar wurde am 19. Januar 1809 geboren, die Schwester Rosalie am 20. Dezember 1810, sie starb 1874. Der Vater lebte bereits vor der Geburt des letzten Kindes im Juli 1810 nicht mehr im selben Haushalt. Es wird vermutet, dass er die Familie entweder zuvor verlassen hatte oder verstorben war.
Nachdem Poes Mutter am 8. Dezember 1811 im Alter von nur 23/24 Jahren gestorben war, wurden die drei Kinder (4, 2 und 1 Jahre alt) getrennt und an verschiedenen Orten von drei verschiedenen Familien aufgezogen. Henry kam zu David Poe senior, dem Großvater väterlicherseits, genannt „General Poe“ und dessen Ehefrau Elizabeth, geb. Cairnes. Bei beiden hatte er bereits kurz nach seiner Geburt für einige, wenn nicht die meiste Zeit gelebt, als ihn seine Mutter den Großeltern zur Pflege übergeben hatte, weil sie sich (aus beruflichen Gründen) nicht um ihn kümmern konnte. Die Großeltern lebten in Baltimore, Maryland. Nachdem der „General“ 1816 gestorben war, kümmerte sich Henrys Taufpate Henry Didier um die Erziehung des 9-jährigen Jungen. Bruder Edgar wurde von dem kinderlosen Ehepaar Frances (1785–1829) und John Allan (1779–1834) aufgenommen und lebte fortan bei diesen im 270 km südlich gelegenen Richmond, der Hauptstadt des Staates Virginia. Rosalie, das jüngste Kind, kam zu dem kinderreichen Ehepaar Jane und William Mackenzie (1775–1829) ebenfalls nach Richmond. Sowohl die Allans, als auch die Mackenzies waren wohlhabende Kaufleute, die aus Schottland in die britischen Kolonien eingewandert waren. Durch die Trennung hatten die drei Geschwister relativ wenig Kontakt zueinander, wobei Rosalie am wenigsten Kontakt zu ihren Brüdern hatte, was daran gelegen haben könnte, dass sie als geistig zurückgeblieben galt.
Beschreibungen Henry Poes fallen sehr unterschiedlich aus. Einige beschrieben ihn aus als gut aussehend und talentiert, aber unstet. Was dazu geführt haben könnte, dass sich seine Verlobte von ihm trennte. Allan und Mabbott bezeichnen ihn als melancholisch veranlagt, wie sein Bruder Edgar. Beide litten unter dem frühen Tod der Mutter, bei dem sie wohl auch beide anwesend waren. Wieder andere bezeichneten Henry als einen „schlanken, schwächlichen jungen Mann, mit dunklen, ausdruckslosen Augen“. Bereits 1826, im Alter von 19 Jahren, soll Henry Gedichte verfasst haben. Wahrscheinlich kannte er den aus Richmond stammenden Dichter Edward Coote Pinkney. Mit dem Schriftsteller Frederick William Thomas, der ein Freund seines Bruders Edgar war, war er ebenfalls befreundet.
Bereits vor seinem 20. Geburtstag  war Henry Poe entweder in die Kriegs- oder die Handelsmarine eingetreten und war so bis in die Karibik, nach Südamerika und in das Mittelmeer, evtl. sogar bis nach Russland gekommen. Zu diesem Zeitpunkt hatte sich auch bereits sein schriftstellerisches Interesse entwickelt. Von seinen Reisen zurückgekehrt, verkehrte er unter jungen Dichtern und trug eigene Texte vor Publikum vor. Seine Erzählung The Pirate sowie zwei romantische Prosastücke und einige Gedichte wurden 1827 unter den Initialen W.H.P. (für William Henry Poe) in der in Baltimore erschienenen, sehr kurzlebigen Zeitung The North American veröffentlicht, ebenso ein Brief, den er von einer seiner Seereisen aus Montevideo geschrieben hatte. Des Weiteren veröffentlichte er unter denselben Initialen etwa 20 Geschichten, Gedichte und literarische Skizzen. Gleichzeitig begann sich aber auch bereits seine Alkoholkrankheit abzuzeichnen.
Die wenigen Werke Henry Poes, die der Nachwelt überliefert sind, wurden erst 1926 von Hervey Allen und Thomas Ollive Mabbott in dem Buch Poe’s Brother. The Poems of William Henry Leonard Poe. gesammelt und veröffentlicht. Mabbott ergänzte weitere wenige Werke im 1969 erschienenen ersten Band seiner postumen Trilogie Collected Works of Edgar Allan Poe.

## Einfluss auf Edgar Allan Poe
Henry und Edgar Poe hatten zunächst kaum Kontakt zueinander, obwohl Henry diesen schon früh suchte. Darüber hinaus wurde eine Kontaktaufnahme u. a. dadurch erschwert, dass die Allans, samt Edgar, für einige Jahre nach Schottland zurückgingen und erst, aufgrund wirtschaftlichen Misserfolgs dort, 1820 wieder nach Richmond zurückkehrten sowie der Tatsache, dass sowohl Edgars Ziehmutter Frances Allan, als auch deren Ehemann John, vieles unternahmen, um die beiden Brüder einander zu entfremden. Frances Allan aus Angst, man könne ihr ihren „Sohn“ wegnehmen und John Allan, weil er Henry ablehnte. Beide hatten damit jedoch keinen Erfolg. Die Brüder standen bald in Briefkontakt und trafen sich u. a. 1825, 1827, 1829 und 1831. Zu diesem Zeitpunkt war Henry bereits alkoholkrank. Edgar erwähnte dies in einem Brief vom 10. August 1829 an seinen Stiefvater John Allan. Darüber hinaus hinterließ Henry hohe Schulden, über die sich sein Bruder in einem weiteren Brief an John Allan vom 18. November 1831 beklagte.
Dennoch übernahm Edgar Allan Poe das Seemannsgarn seines Bruders für einige seiner eigenen Erzählungen. Henry Poes Charaktereigenschaften werden mit denen von Augustus Barnard, dem Freund von Arthur Gordon Pym, dem Protagonistens in Edgar Allan Poes einzigem Roman(fragment) The Narrative of Arthur Gordon Pym of Nantucket in Verbindung gebracht. Edgar bewunderte seinen älteren Bruder und beide fühlten sich durch den gemeinsamen Verlust der Mutter auf das Äußerste miteinander verbunden. So hatte Edgar Poe in einer frühen Phase mit Henri le Rennét eine Art „französisierte“ Form des Vornamens seines älteren Bruders Henry Leonard als Pseudonym angenommen. Henry wiederum nannte z. B. einen der Helden seiner Geschichten Edgar Leonard.

## Tod
Henry Poe starb bereits im Alter von 24 Jahren im Hause seiner Tante Maria Poe Clemm (1790–1871), vermutlich an Tuberkulose. Er wurde am folgenden Tag auf dem Friedhof der First Presbyterian Church in Baltimore bestattet.